# Shorzha
Shorzha (en arménien Շորժա) est une communauté rurale du marz de Gegharkunik, en Arménie. Elle compte 466 habitants en 2008.
Shorzha est traversée par la M14.